# Daniel Hale
Daniel Hale,interpretado por Danny McCarthy, es un personaje de ficción de la serie de televisión estadounidense, Prison Break. Se introdujo como un agente del Servicio Secreto en el episodio piloto de la serie, sirviendo bajo las órdenes de la vicepresidenta de los Estados Unidos.

## Historia
Después de graduarse en la Academia de West Point en su juventud, Hale sirvió en la guerra del Golfo junto a su amigo Paul Kellerman, con el que se había conocido durante su entrenamiento. Después de la guerra, Kellerman se hizo un agente del Servicio Secreto y se puso a trabajar para Caroline Reynolds, en ese momento miembro de la School Board de Illinois, mientras que Hale se unió al F.B.I. e hizo una vida familiar muy tranquila. Una década después cuando Hale fue resignado al trabajo de escritorio, Kellerman lo reclutó trabajar con Reynolds que ahora era la vicepresidenta de los Estados Unidos. Pronto se enredaron profundamente, él y Kellerman, en una conspiración que se ideó para iculpar de asesinato a Lincoln Burrows. Oficialmente, él ya no está en la lista como un miembro del Servicio Secreto o como un empleado del Gobierno Federal. Está casado con Allison con la que tiene dos niños.

## Apariciones
El personaje de Daniel Hale se introdujo en primer episodio como el compañero nervioso de Kellerman. Un personaje relativamente menor, que aparecía no obstante en casi todos los 13 primeros episodios de la primera temporada.

## Primera temporada
Hale estuvo de acuerdo en participar en la idea de inculpar a un hombre inocente por el asesinato Terrence Steadman, convencido de que estaba actuando por el mejor interés para su país. Él se iba desilusionando, cada vez más, cuando murieron varias personas inocentes para cubrir su secreto, ya que la vicepresidenta les pidió que mataran a cualquiera que se entrometiera. Esto culminó en el asesinato de Lisa y Adrián Rix, dos personas que mataron debido a su conexión con Burrows. Él fue el que asesino a Lisa Rix, un acto que luego lo mortificaría. Cuando Hale expresada su duda sobre los actos que estaban cometiendo a Kellerman, este le advirtió que no cuestionara las órdenes, amenazando su vida si no obedecía. Él comprendió que Kellerman no era el amigo que conoció alguna vez. Hale, asustado, de pronto tiene una crisis de conciencia y llama a Verónica Donovan, ofreciéndole revelar toda la conspiración. Pero Kellerman descubre su deserción y le dispara en la cabeza (en un callejón) matándolo, al averigua que Hale lo nombraba en un documento del tres página, sobre la conspiración, que le iba a dar Verónica. 
La última aparición de Hale fue en el episodio “Brother's Keeper”, en una escena retrospectiva, tres años antes, cuando se mostraba el plan para inculpar a Lincoln Burrows. 

## Segunda temporada
Hale, aunque no apareció en la segunda temporada, fue mencionado por Kellerman; cuando este trabajaba en secreto como un drogadicto homosexual, llamado Lance, para ganar la confianza de Sara Tancredi y usarla para encontrar a Michael Scofield y Lincoln Burrows. Él lo nombre como su novio falso "Daniel", cuando en realidad era su amigo muerto. 

## Cuarta temporada
Hale fue mencionado también en esta temporada, pero esta vez por su viuda. El momento se produce al final del último capítulo de la serie, cuando se ve a un Paul Kellerman senador al que se le acerca la viuda preguntándole si conoció a Danny Hale. Éste le responde que "Danny Hale fue un verdadero héroe americano" a lo que ella reacciona escupiéndole.